# Zahirabad
Zahirabad é uma cidade e um município no distrito de Medak, no estado indiano de Andhra Pradesh.

## Geografia
Zahirabad está localizada a 17° 41′ N, 77° 37′ L. Tem uma altitude média de 622 metros (2040 pés).
Está localizada a cerca de 100 km de Hyderabad, na rodovia nacionais Mumbai-Hyderabad, NH-9. É cercada por muitas aldeias onde a agricultura é a principal ocupação da população. Também está rodeado por muitas indústrias provedoras de empregos. Algumas das principais empresas situadas em torno Zahirabad incluem Mahindra & Mahindra e Trident Sugars Ltda. Na cidade, é possível encontrar caixas eletrônicos, salas de cinema, lojas, e dhabas. Também há uma estação ferroviária próxima a Bidar, Karnataka, em um afluente do rio Manjeera. Uma das atrações da cidade é o famoso templo do Lord Hanuman. Devido ao crescimento do setor imobiliário, os preços da terra agrícola subiram. Nas vilas próximas, cultiva-se principalmente cana-de-açúcar.

## Demografia
Segundo o censo de 2001, Zahirabad tinha uma população de 44 607 habitantes. Os indivíduos do sexo masculino constituem 51% da população e os do sexo feminino 49%. Zahirabad tem uma taxa de literacia de 62%, superior à média nacional de 59,5%: a literacia no sexo masculino é de 69% e no sexo feminino é de 55%. Em Zahirabad, 16% da população está abaixo dos 6 anos de idade.